# Réseau hydrographique de la Haute-Vienne
Le réseau hydrographique de la Haute-Vienne est l'ensemble des éléments naturels (rivières) ou artificiels (canaux), drainant le territoire du département de la Haute-Vienne (région Nouvelle-Aquitaine, France). Il regroupe ainsi des cours d'eau ou canaux situés entièrement ou partiellement dans la Haute-Vienne.
Le réseau hydrographique départemental présente une longueur de près de 7 220 km de cours d'eau.

## Caractéristiques

### Cours d'eau

#### Notion de cours d'eau
Jusqu'en 2016, aucun texte législatif ne définissait la notion de cours d’eau. Ce n'est qu'avec la loi du 8 août 2016 pour la reconquête de la biodiversité, de la nature et des paysages que cette lacune est comblée. L'article 118 de cette loi insère un nouvel article L. 215-7-1 dans le code de l'environnement précisant que « constitue un cours d'eau un écoulement d'eaux courantes dans un lit naturel à l'origine, alimenté par une source et présentant un débit suffisant la majeure partie de l'année. L'écoulement peut ne pas être permanent compte tenu des conditions hydrologiques et géologiques locales. ». Ainsi les trois critères cumulatifs caractérisant un cours d'eau sont :
- la présence et la permanence d’un lit naturel à l’origine, ce qui distingue les cours d’eau (artificialisés ou non) des fossés et canaux creusés par la main de l’homme ;
- l’alimentation par une source ;
- la permanence d’un débit suffisant une majeure partie de l’année, critère qui doit être évalué en fonction des conditions climatiques et hydrologiques locales.

#### Bassins versants et cours d'eau de la Haute-Vienne
Les bassins hydrographiques sont découpés dans le référentiel national BD Carthage en éléments de plus en plus fins, emboîtés selon quatre niveaux : régions hydrographiques, secteurs, sous-secteurs et zones hydrographiques. Le département est découpé en trois régions hydrographiques : « la Loire de la Vienne à la Maine », correspondant au bassin de la Vienne, au sein du bassin Loire-Bretagne et la « Dordogne » et la « Charente » au sein du bassin Adour-Garonne.
Les secteurs et sous-secteurs peuvent être regroupés en treize bassins versants, s'insérant dans les trois grands bassins versants Charente, Dordogne et Vienne :
- le bassin de la Charente est le plus petit bassin versant d’Adour-Garonne (10 549 km2). Il occupe une petite partie sud-ouest du territoire départemental où il est drainé par la Charente, par son principal affluent, la Tardoire, et l'affluent de celle-ci, le Bandiat[4] ;
- le bassin de la Dordogne est le second plus grand bassin versant d’Adour-Garonne (24 000 km2), après celui de la Garonne[5]. Il occupe une petite partie sud-ouest du territoire départemental où il est drainé à l'ouest par l'Isle et ses deux affluents la Dronne et la Loue et à l'est par l'Auvézère ;
- le bassin de la Vienne, sous-bassin du bassin de la Loire, s'étend sur 21 157 km2 et couvre huit départements sur deux régions[6]. Il occupe la plus grande partie du territoire départemental et se décompose dans les sous-bassins suivants : la Benaize, la Brame, la Briance, la Gartempe, l'Issoire, le Taurion, la Vienne et le Vincou sont les principaux cours d'eau qui drainent ce sous-bassin dans le département de la Haute-Vienne.

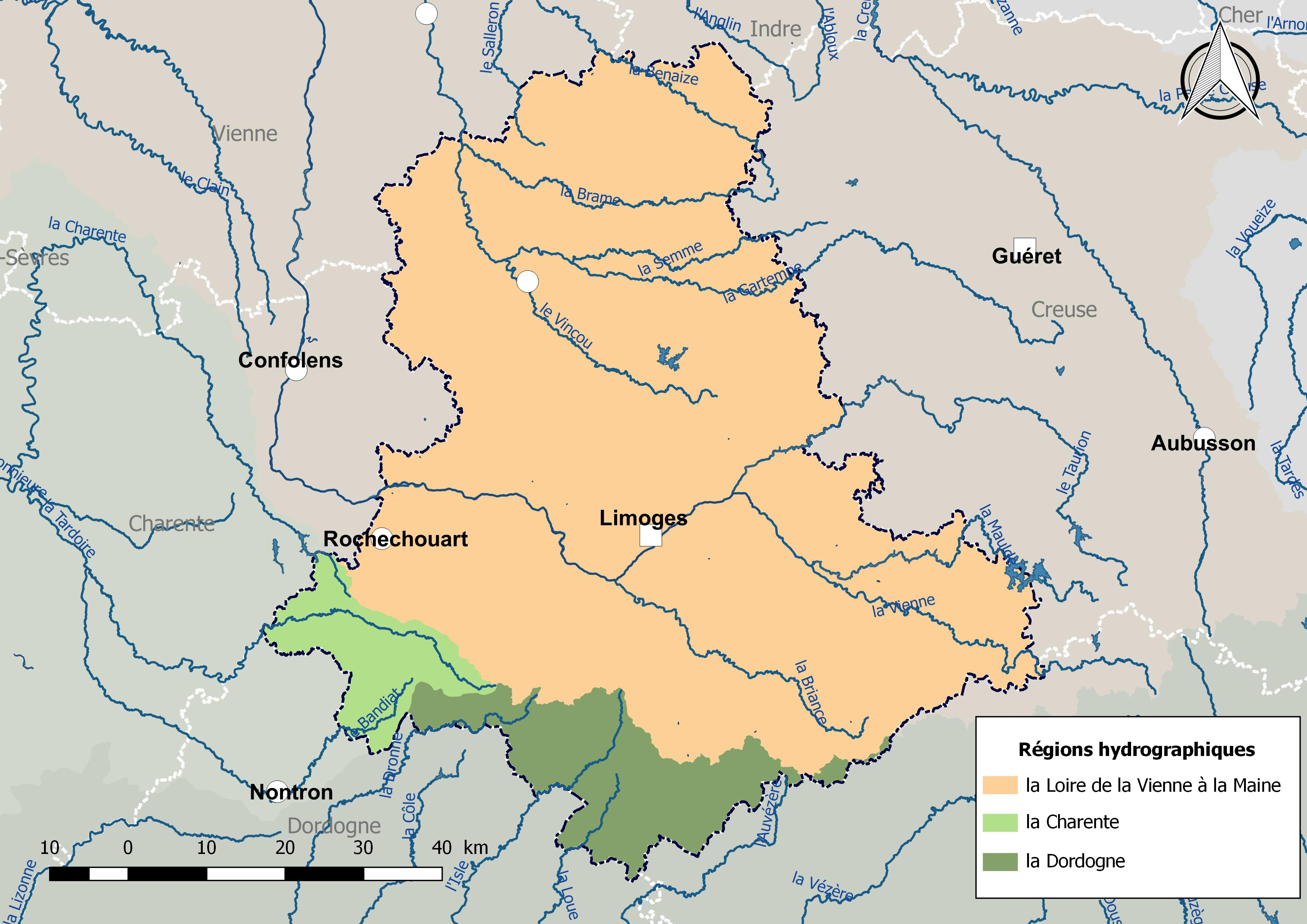
La Haute-Vienne est découpé en trois régions hydrographiques.
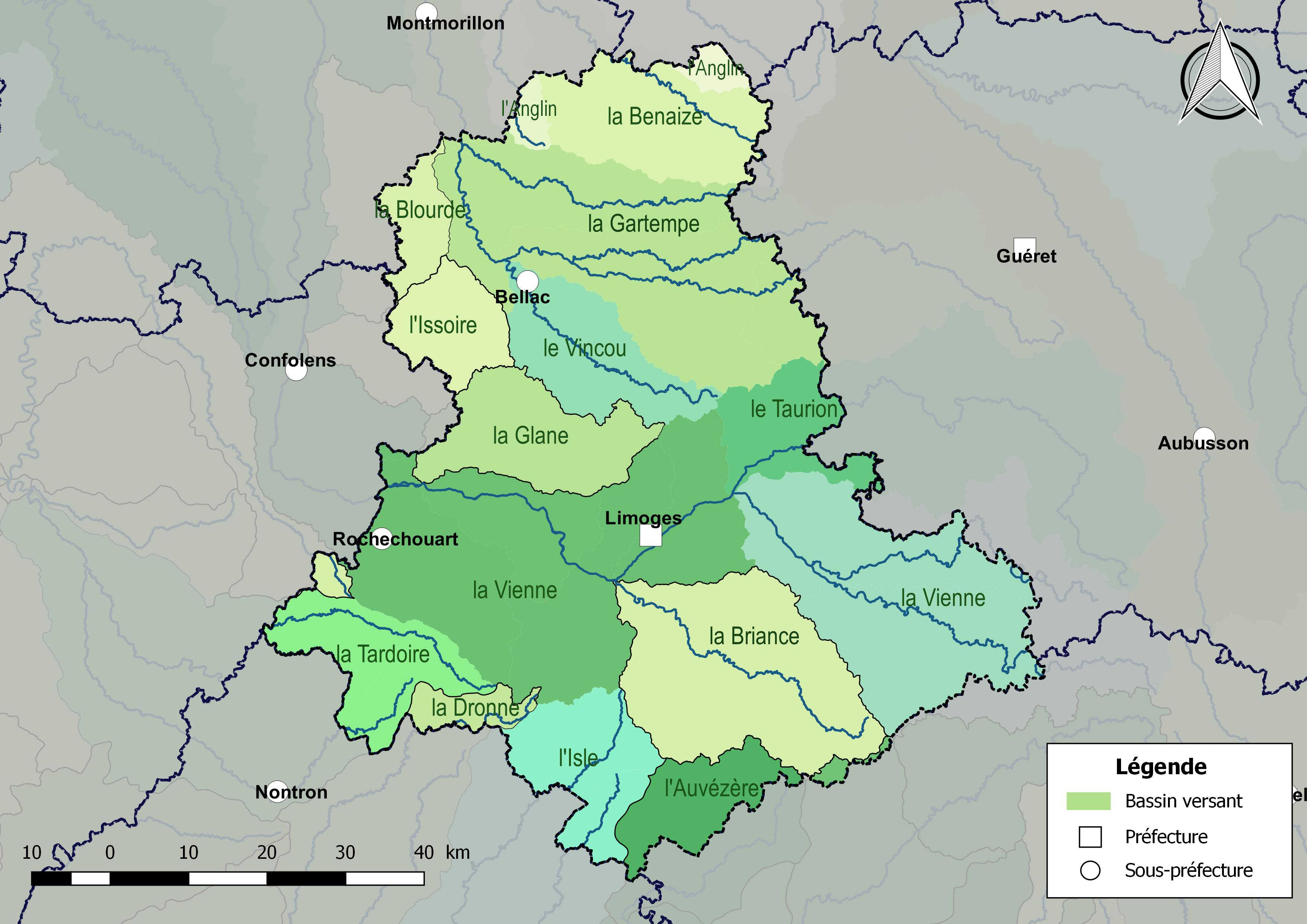
Les principaux bassins versants de la Haute-Vienne.

La fédération de pêche de la Haute-Vienne regroupe ces bassins versants selon un découpage différent comprenant sept grands bassins versants :
- le « bassin de la Basse Marche », au nord, regroupant les bassins versants de la Benaize, de l’Asse, du Salleron et de la Brame, relevant de la compétence du Syndicat mixte d’aménagement du bassin de la Gartempe et de ses affluents (SMABGA) ;
- le « bassin de la Gartempe », limitrophe du bassin de la Basse Marche, regroupant les bassins versants de la Gartempe, la Semme, l’Ardour, le Rivalier, la Couze, le Vincou, l’Issoire, la Franche Doire et l’Isop, territoire sur lequel sont compétents les syndicats SMABGA (Syndicat Mixte d’Aménagement du Bassin de la Gartempe et de ses Affluents) et SIGIV (Syndicat Intercommunal des bassins du Goire, de l’Issoire et de la Vienne en Charente Limousine) ;
- le « bassin de la vallée de la Vienne », regroupant les bassins versants de la Vienne en aval de Bosmie-l'Aiguille, de la Glane et de l’Aixette, territoire de compétence du SABV (Syndicat d’Aménagement du Bassin de la Vienne) ;
- le « bassin du Parc naturel régional Périgord-Limousin », regroupant les bassins versants de la Gorre, de la Graine, de la Charente, de la Tardoire, du Trieux, du Bandiat et de la Dronne, territoire de compétences des syndicats SYMBA Bandiat-Tardoire (Syndicat Mixte des Bassins Bandiat-Tardoire) et SMVG (Syndicat Mixte Vienne-Gorre) ;
- le « bassin du Pays arédien, de la Ligoure et de la Briance », regroupant les bassins versants de la Briance, de la Ligoure, de l'Isle, de la Loue, territoire de compétence des syndicats suivant : le Syndicat d’Aménagement du Bassin de la Vienne (SABV) et le Syndicat Mixte Monts et Barrages (SMMB) ;
- le « bassin du Taurion, de la Maulde et de la Vienne », regroupant les bassins versants de la Vienne amont, la Maulde, le Tard, le Taurion, la Combade,
- le « bassin du Pays de Limoges », regroupant les bassins versants de la Vienne (dans Limoges), du Ruisseau des Villettes, de l'Auzette, de la Valoine, du Ruisseau du Palais, de l’Aurence.

Le réseau hydrographique s’étend sur un linéaire de près de 7 220 km et comprend 15 cours d'eau de longueur supérieure à 50 km et 84 de longueur supérieure à 10 km.

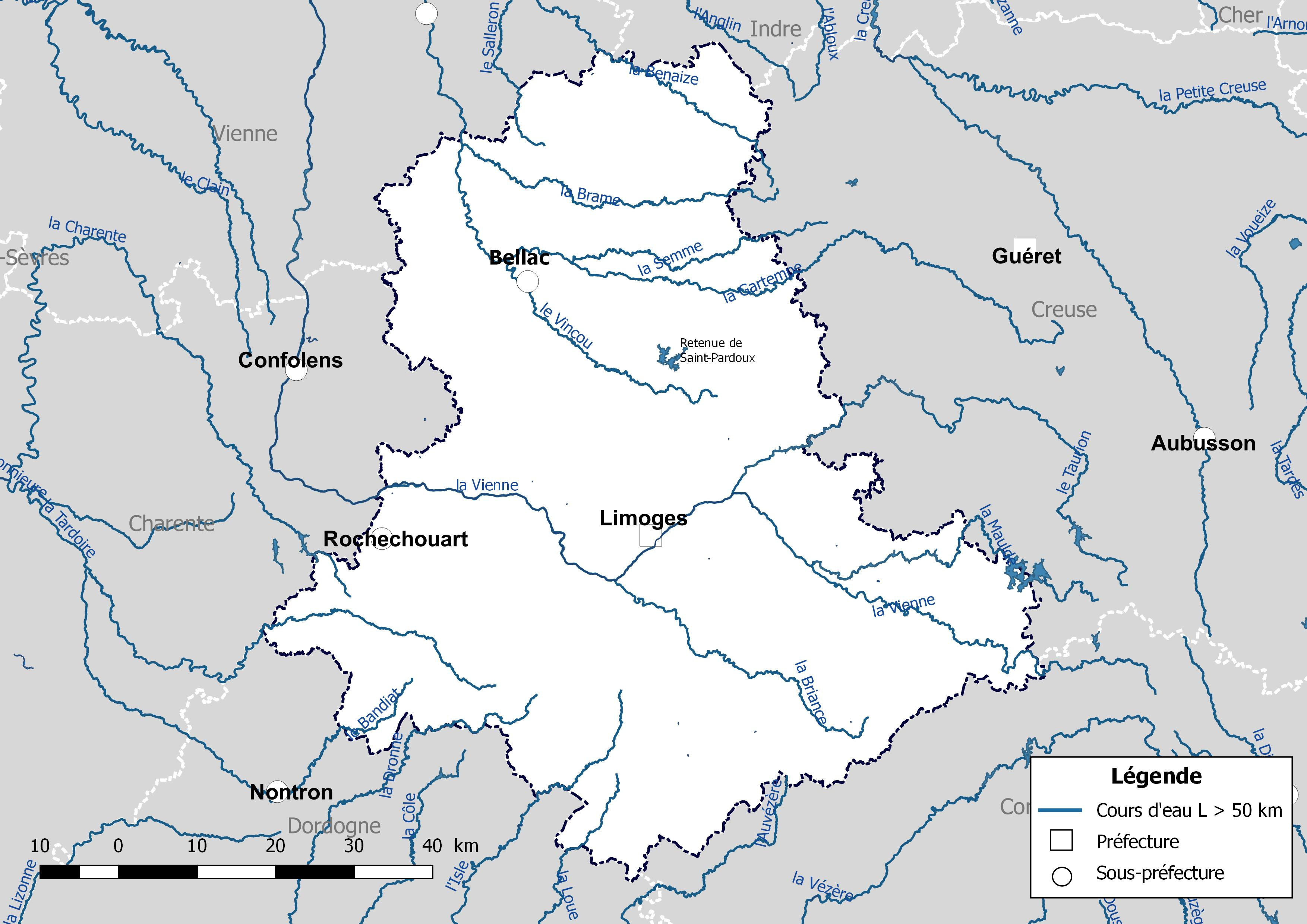
Carte des cours d'eau de longueur supérieure à 50 km de la Haute-Vienne.
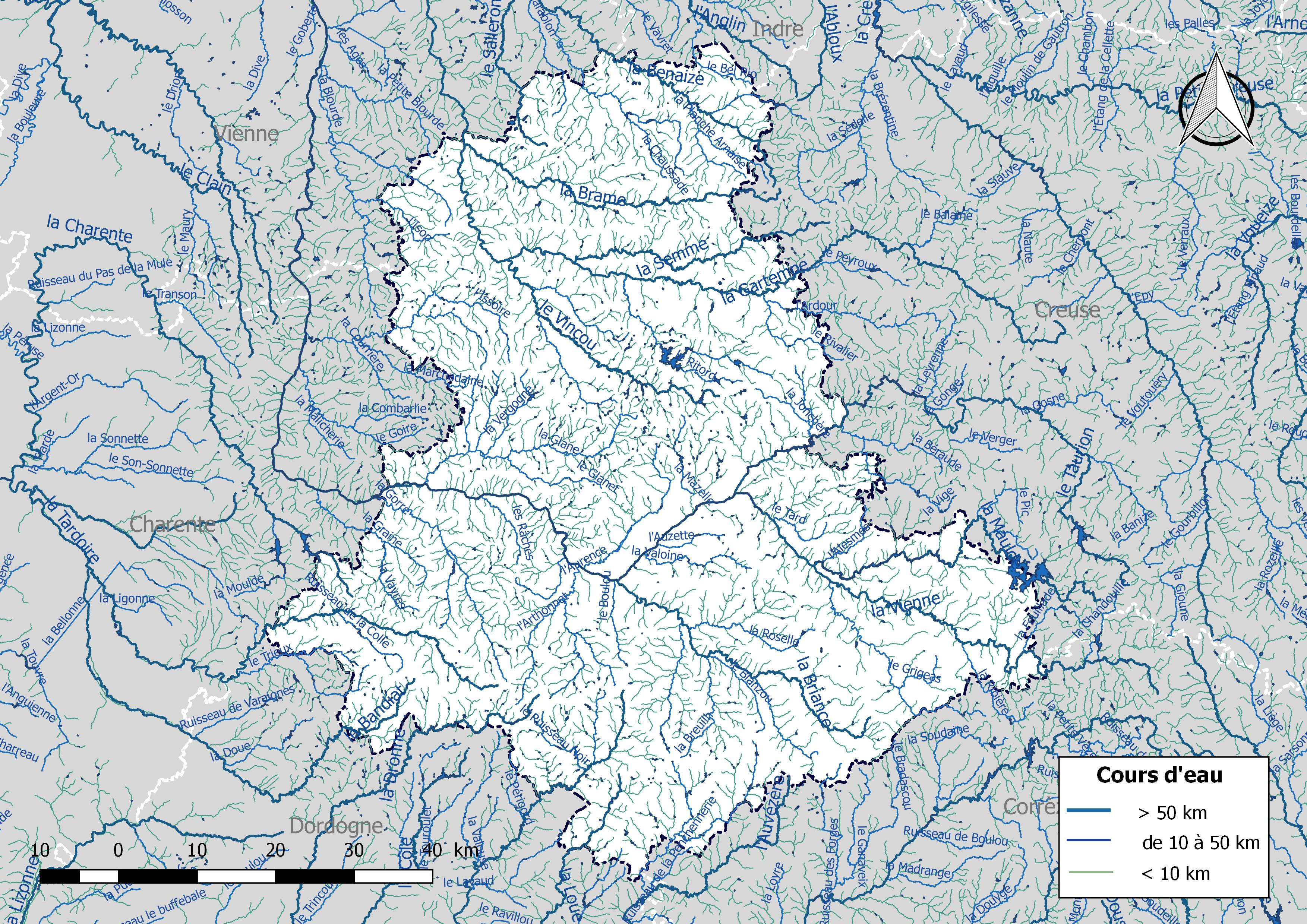
Carte de l'ensemble du réseau hydrographique de la Haute-Vienne.

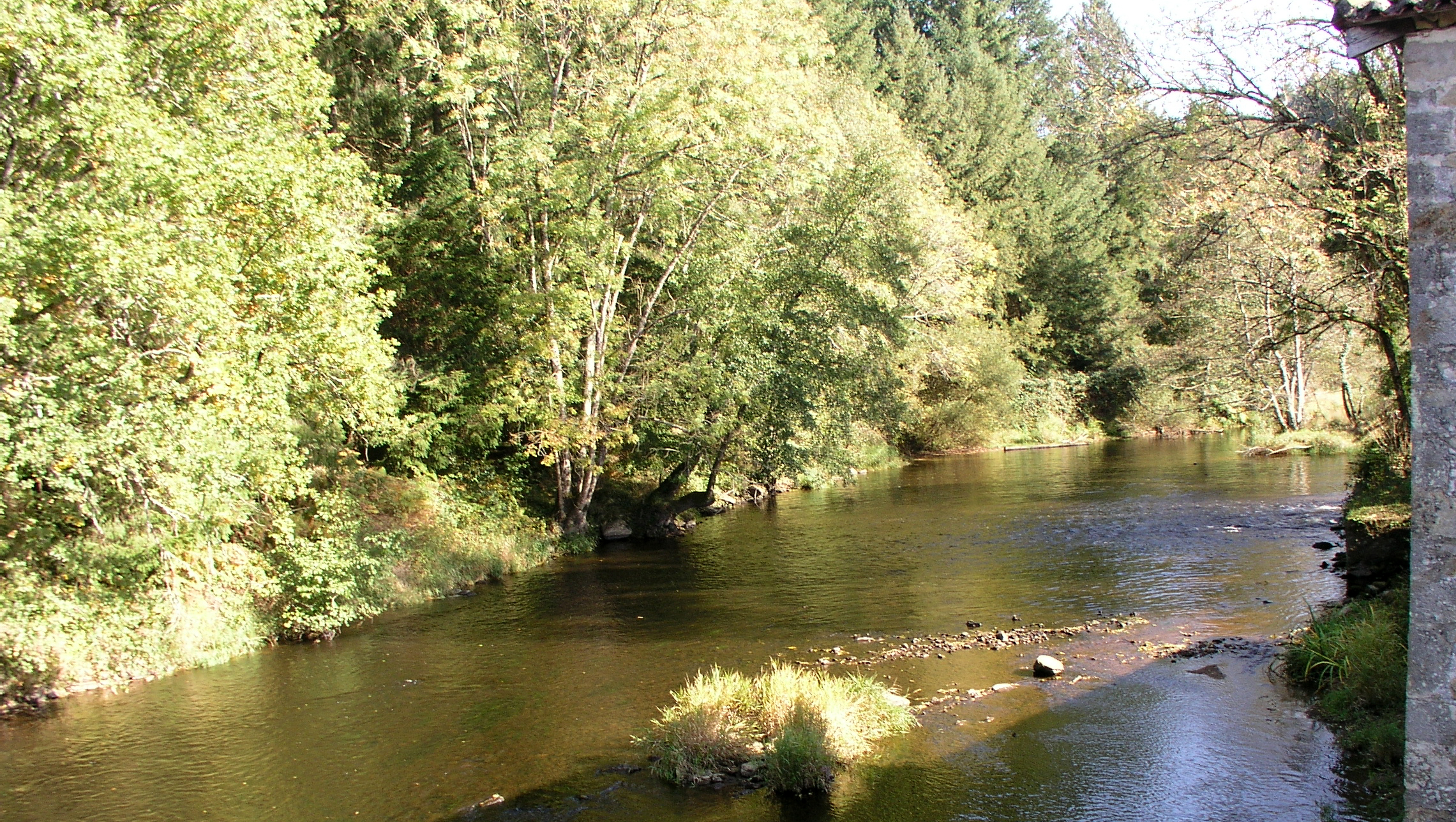
La Gartempe au moulin de la Papeterie près de Chateauponsac (Haute-Vienne).
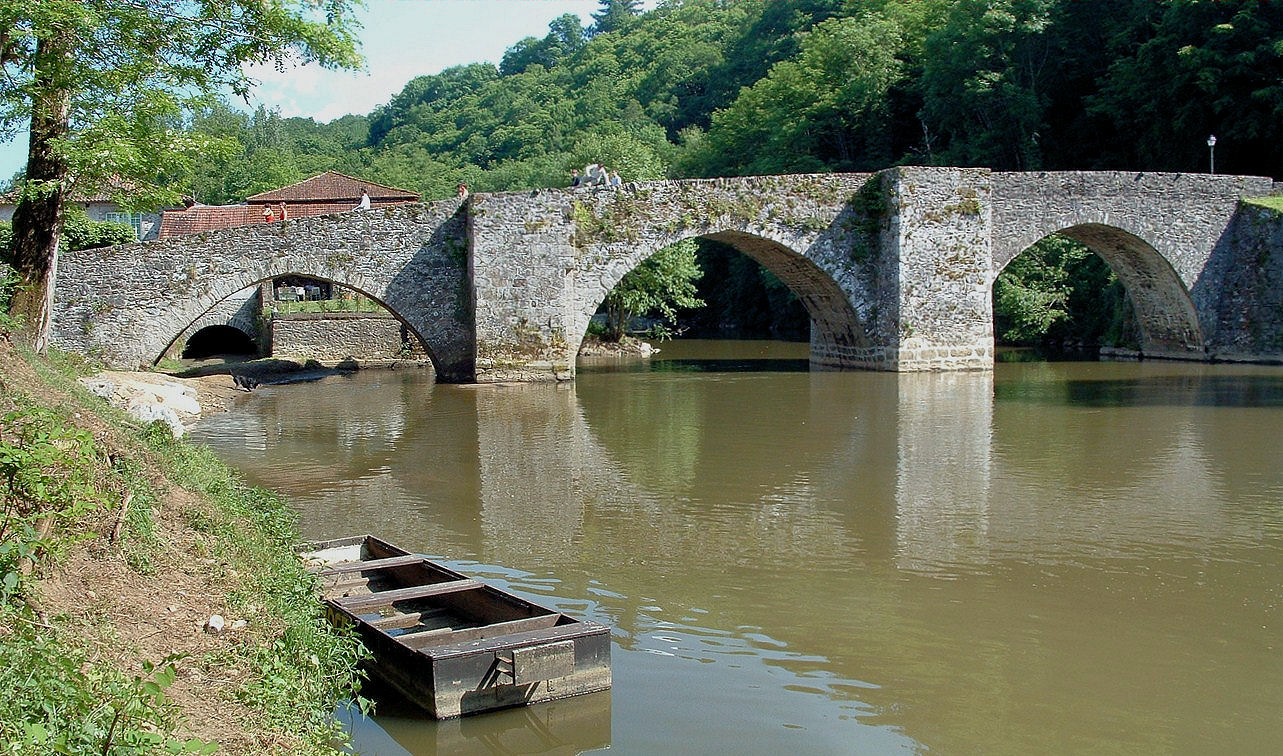
Le pont roman sur la Briance à Solignac.
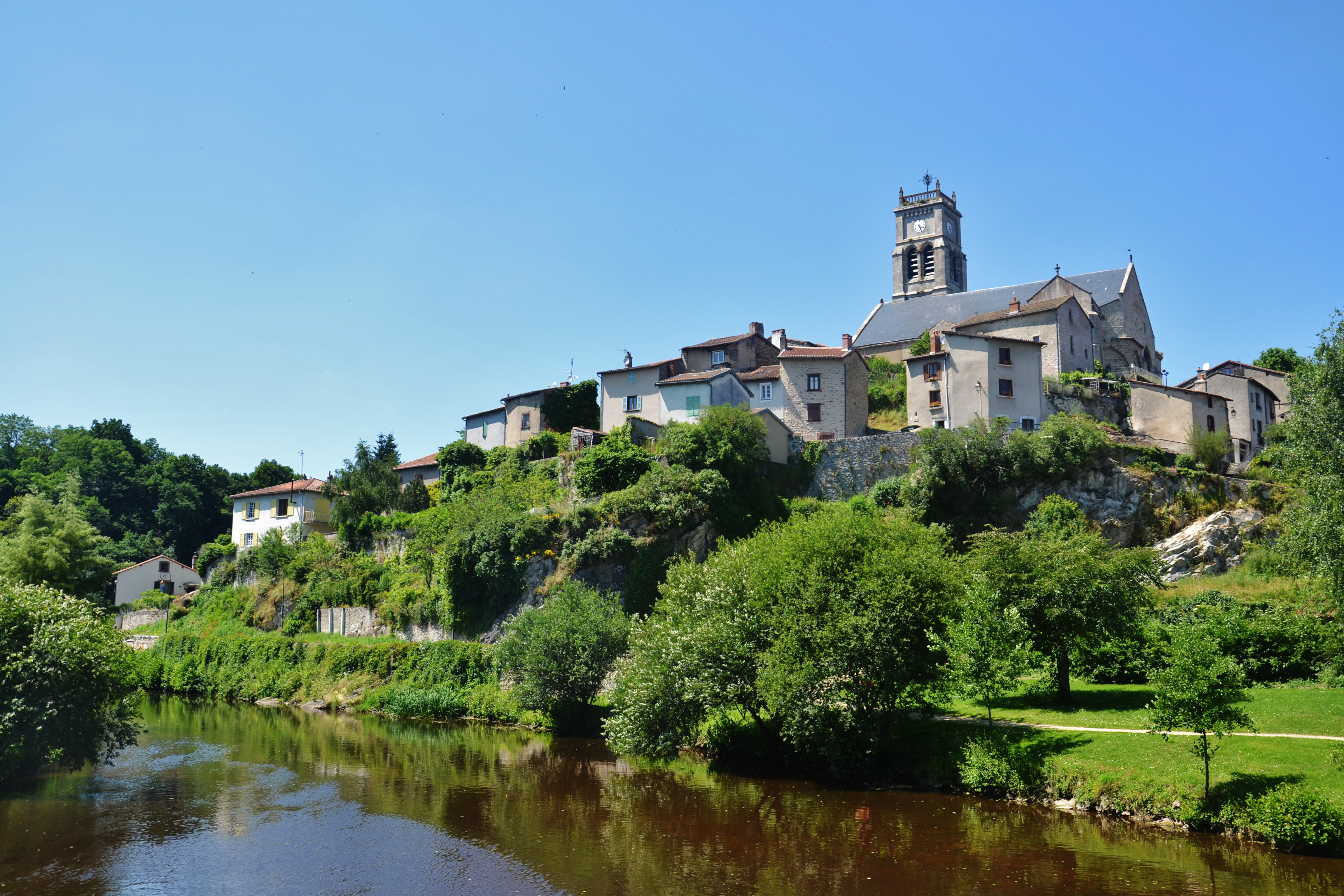
Le Vincou à Bellac.

#### Hydrologie des principaux cours d'eau
Les données hydrologiques des principaux cours d'eau de la Haute-Vienne sont acquises grâce à un ensemble de 24 stations de mesure et stockées dans une base de données nationale dénommée Banque Hydro. Les hauteurs d'eau sont mesurées à des pas variables et permettent de calculer, par station, les débits instantanés, journaliers, mensuels, etc. à partir des valeurs de hauteur d'eau et des courbes de tarage (relations entre les hauteurs et les débits). Ces valeurs sont actualisées à chaque mise à jour d'une hauteur ou d'une courbe de tarage (addition, précision supplémentaire, correction, etc.). Ces 24 stations de mesures sont les suivantes :
À l'échelle des bassins versants, la gestion de la ressource en eau s’appuie sur un ensemble de points nodaux, définis par le schéma directeur d'aménagement et de gestion des eaux (SDAGE), pour lesquels sont fixés des débits de référence correspondant à des situations de débit faible, notamment en période estivale. Les schémas d'aménagement et de gestion des eaux (SAGE) peuvent aussi définir des points nodaux complémentaires à l’intérieur de leur périmètre. À chaque point correspond une zone d'influence équivalente au bassin amont du point nodal. Lorsque le débit observé devient inférieur aux débits seuils, des mesures restrictives sont appliquées par arrêtés préfectoraux sur le territoire correspondant à la zone d’influence du point nodal considéré. Les débits seuils sont :
- le débit objectif d’étiage (DOE) qui constitue le débit en dessous duquel la vie aquatique est altérée ;
- le débit seuil d’alerte (DSA) à partir duquel des mesures de restriction d’usage sont déclenchées ;
- le débit de crise (DCR) au niveau duquel toutes les mesures possibles de restriction des prélèvements et des rejets sont mises en œuvre.

Les objectifs aux points nodaux et aux zones nodales fixés dans le SDAGE 2010-2015 Loire-Bretagne et reconduits dans le SDAGE 2016-2021, sont exprimés, suivant les situations, en débit ou en hauteur (piézométrique ou limnimétrique), et portent :
- d’une part sur l’équilibre entre la ressource et les besoins (débit objectif d’étiage DOE, piézométrie objectif d’étiage POE, niveau objectif d’étiage NOE) ;
- d’autre part sur la gestion des crises (seuils d’alerte DSA, PSA et NSA ; et seuils de crise, DCR, PCR et NCR).

Leur détermination repose principalement sur l’observation des équilibres ou déséquilibres actuels et sur l’expérience des situations de crise antérieures. Le département de la Haute-Vienne est découpé en six zones nodales se référant à six points nodaux dont un seul est dans le département. Leurs caractéristiques sont les suivantes :

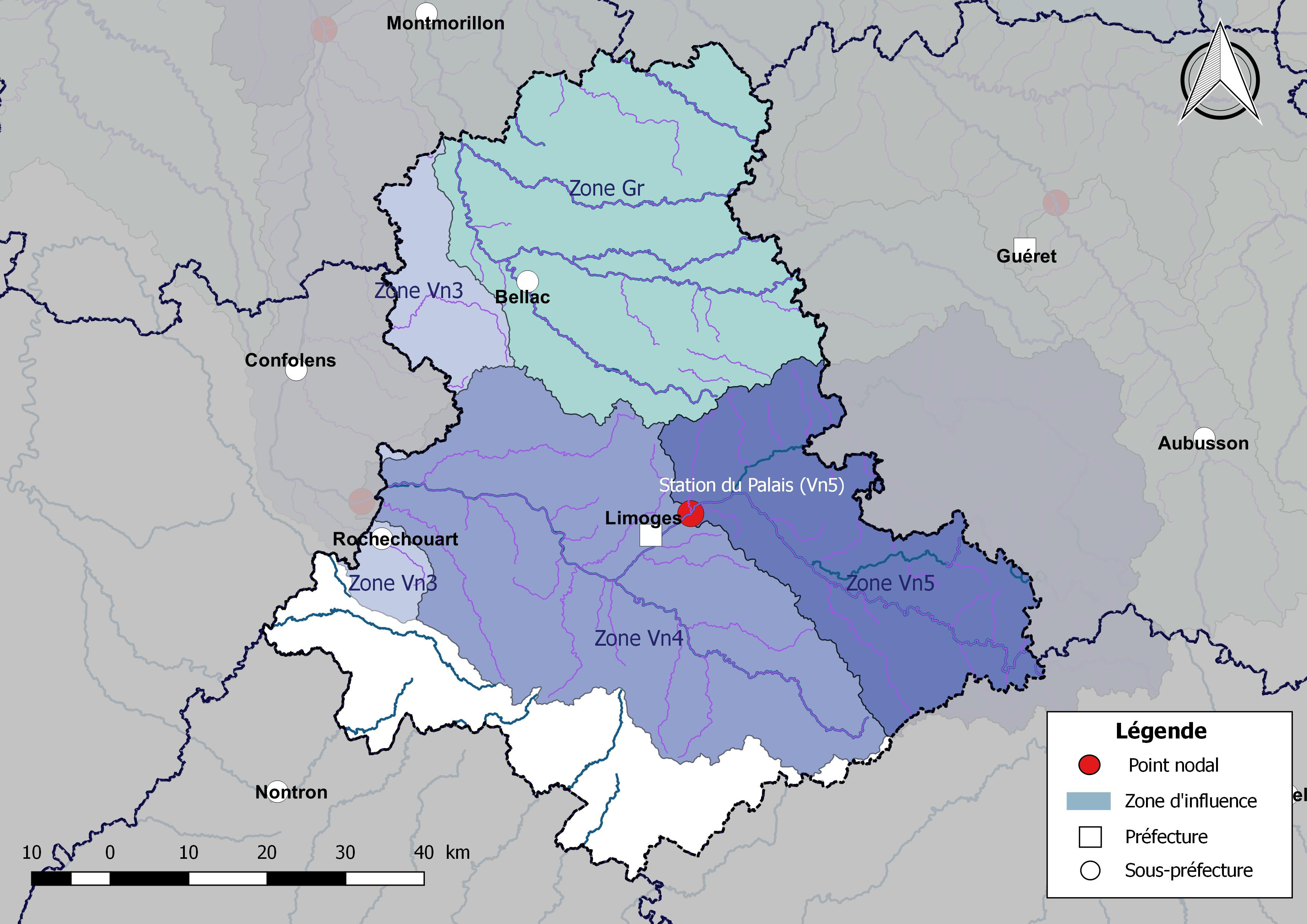
Carte des points nodaux et de leur zone d'influence dans le département de la Haute-Vienne.

| Cours d'eau | Code point | Localisation du point                        | Équilibre ressource / besoin | Gérer la crise | Gérer la crise | Zone d'influence                          | Commentaire |
| Cours d'eau | Code point | Localisation du point                        | DOE (m3/s)                   | DSA            | DCR            | Zone d'influence                          | Commentaire |
| ----------- | ---------- | -------------------------------------------- | ---------------------------- | -------------- | -------------- | ----------------------------------------- | --- |
| Gartempe    | Gr         | station hydrométrique de Vicq-sur-Gartempe   | 3,9                          | 3,9            | 3,5            | Bassin Gartempe en totalité               | |
| Vienne      | Vn3        | station hydrométrique de Lussac-les-Châteaux | 16                           | 13             | 10             | Bassin Vienne entre les points Vn3 et Vn4 | Axe réalimenté pour le fonctionnement de la centrale de Civaux (les statistiques ont été corrigées d'un soutien d'étiage apporté spécifiquement du fait du développement d’amibes et qui n'est pas appelé à se reproduire) |
| Vienne      | Vn4        | station hydrométrique d'Etagnac              | 15,5                         | 12             | 9              | Bassin Vienne entre les points Vn4 et Vn5 | Axe réalimenté pour le fonctionnement de la centrale de Civaux (les statistiques ont été corrigées d'un soutien d'étiage apporté spécifiquement du fait du développement d’amibes et qui n'est pas appelé à se reproduire) |
| Vienne      | Vn5        | station hydrométrique du Palais              | 12                           | 9              | 6              | Bassin Vienne en amont du point Vn5       | Axe réalimenté pour le fonctionnement de la centrale de Civaux (les statistiques ont été corrigées d'un soutien d'étiage apporté spécifiquement du fait du développement d’amibes et qui n'est pas appelé à se reproduire) |

#### Cartographie des cours d'eau au titre de la police de l'eau
En lien avec la loi pour la reconquête de la biodiversité, de la nature et des paysages, publiée au Journal officiel du 9 août 2016, définissant la notion de cours d’eau, une instruction du gouvernement du 3 juin 2015 demande aux services d’État de mettre en place une cartographie du réseau hydrographique dans chaque département, afin de permettre aux riverains concernés de distinguer facilement les cours d’eau des fossés, non soumis aux mêmes règles : une intervention sur un cours d’eau allant au-delà de l’entretien courant ne peut en effet se faire que dans le cadre d’une déclaration ou autorisation « loi sur l’eau ». En outre les agriculteurs qui demandent les aides de la politique agricole commune (PAC) doivent implanter ou conserver une bande tampon de cinq mètres, le long des cours d'eau classés au titre des Bonnes conditions agricoles et environnementales (BCAE). Dans ce cadre, les services de l'État ont engagé une démarche progressive d'identification des cours d'eau et publié une carte de ceux-ci.

### Plans d'eau et milieux aquatiques

#### Plans d'eau
L'appellation plans d'eau désigne l'ensemble des retenues d'eau stagnante, d'eau plane, quelle que soit leur surface (minimale ou maximale) et quelle que soit leur profondeur et comprend donc aussi bien les trous d'eau de quelques dizaines ou centaines de m2, que les immensités telles que le lac de Saint-Pardoux ou celui de Vassivière. On en compte plus de 12 000 en Haute-Vienne, dont 8 000 de plus de 1 000 m2.
pdpg p436

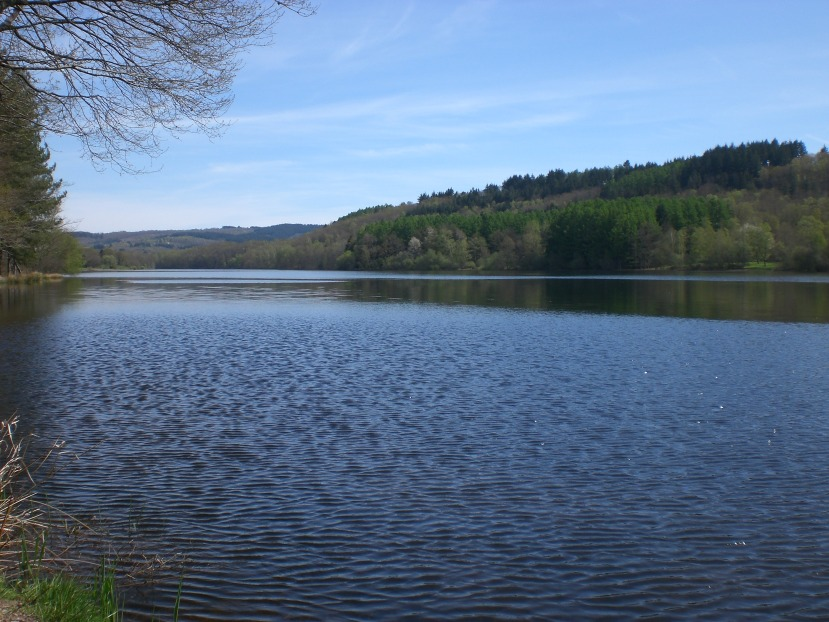
Lac de Saint-Pardoux.
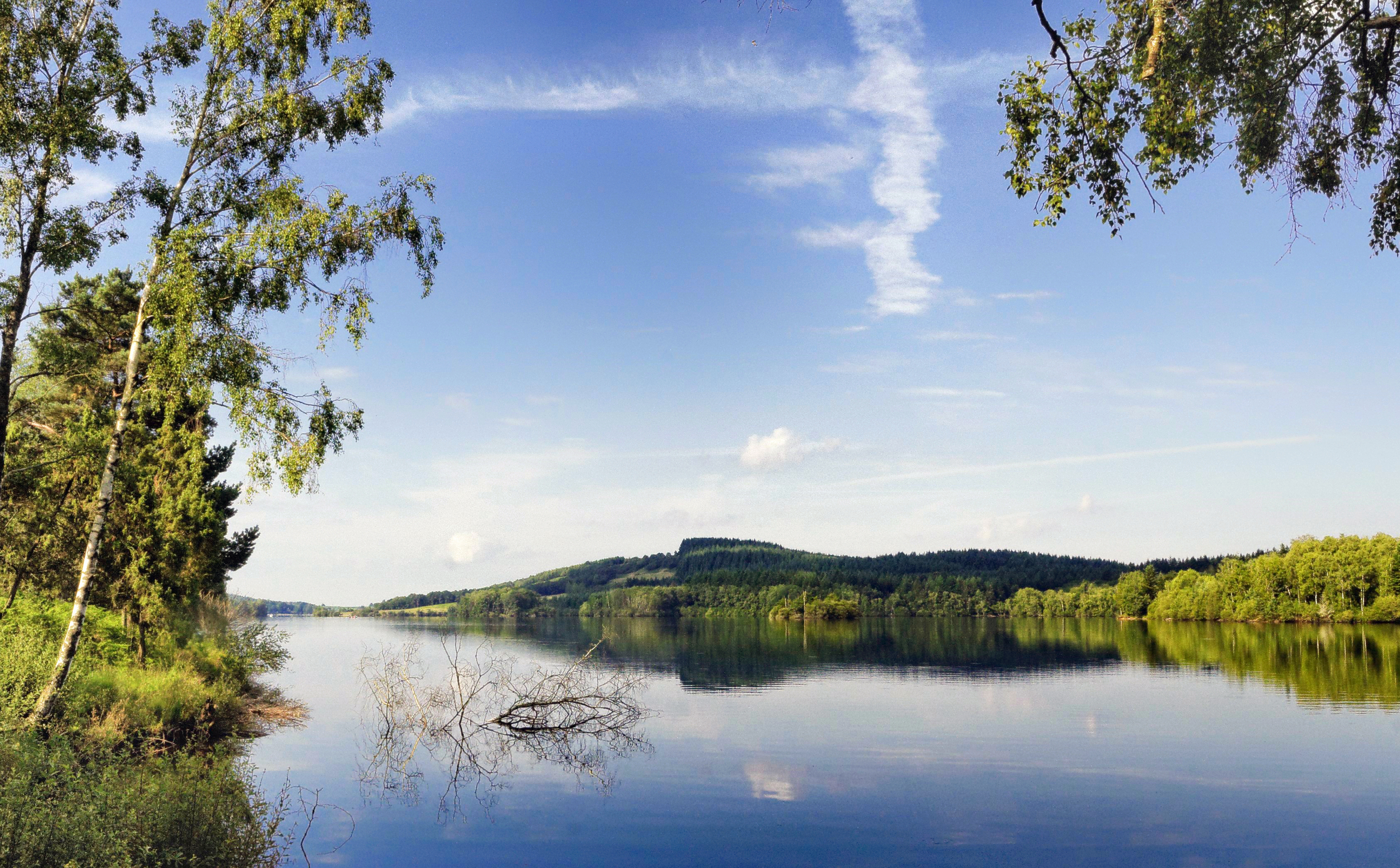
Lac de Vassivière.
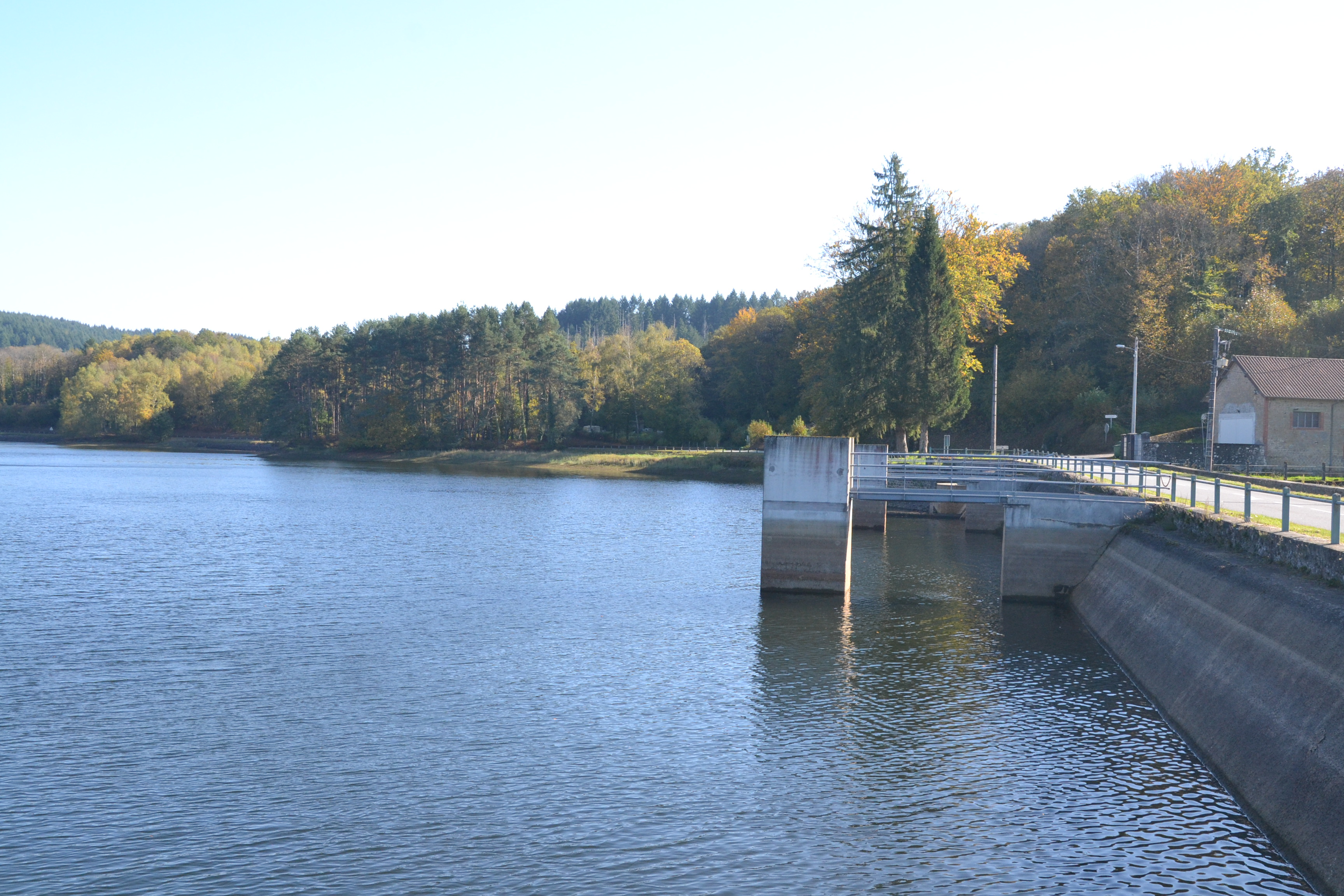
Étang de la Crouzille (commune de Saint-Sylvestre).

#### Retenues d'eau
Une retenue d'eau désigne un plan d'eau tel qu'un lac, un étang, etc. créé artificiellement par la construction d'un barrage, d'une digue, vanne ou autre type de barrière. Les principales retenues d'eau dans la Haute-Vienne sont les suivantes.
| Nom ouvrage                      | Rivière                | Commune de localisation de l'ouvrage | propriétaire                                                             | hauteur | Volume de la retenue : | Type                                                                 | Longueur | Année mise en service | Surface de la retenue | Surface bassin versant | Altitude crête | Finalité                      | Réf    |
| -------------------------------- | ---------------------- | ------------------------------------ | ------------------------------------------------------------------------ | ------- | ---------------------- | -------------------------------------------------------------------- | -------- | --------------------- | --------------------- | ---------------------- | -------------- | ----------------------------- | ------ |
| Barrage de Saint-Pardoux         | la Couze               |                                      | Conseil départemental de la Haute-Vienne / Régie du lac de Saint-Pardoux | 19,42 m | 22900 milliers de m³   | Terre                                                                | 195 m    | 1976                  | 331 ha                | 77,3 km²               | 362,5 m        | Loisirs / Alimentation en eau | [ 39 ] |
| Barrage de Saint-Marc            | le Taurion             |                                      | EDF                                                                      | 40 m    | 20000 milliers de m³   | Poids                                                                | 166 m    | 1930                  | 150 ha                | 1000 km²               | 284 m          | Hydroélectricité              | [ 40 ] |
| Barrage de Vassivière            | la Maulde              |                                      | EDF                                                                      | 32,2    | 106 000                | Poids                                                                | 233      | 1950                  | 976                   | 75                     | 652,9          | Hydroélectricité              | [ 41 ] |
| Barrage de Montlarron            | la Maulde              |                                      | EDF                                                                      | 28 m    | 4 800 milliers de m³   | Multi-Voûtes                                                         | 173 m    | 1953                  | 67 ha                 | 223 km²                | 379,5 m        | Hydroélectricité              | [ 42 ] |
| Barrage du Mazeaud               | la Couze               |                                      |                                                                          | 32 m    | 7100 milliers de m³    | Multi-voûtes complétées par une digue de col à masque amont en béton | 320 m    | 1978 m                | 46 ha                 | 22 km²                 | 459 m          | Alimentation en eau           | ,      |
| Barrage de Beaune n°2            | la Mazelle             |                                      | Commune de Limoges                                                       | 22 m    | 1827 milliers de m³    | Terre                                                                | 150 m    | 1961                  | 28 ha                 | 17 km²                 | 344,75 m       | Alimentation en eau           | [ 45 ] |
| Barrage de Lartige               | la Maulde              |                                      | EDF                                                                      | 16 m    | 2020 milliers de m³    | Contreforts                                                          | 73,5 m   | 1958                  | 30 ha                 | 484 km²                | 288,5 m        | Hydroélectricité              | [ 46 ] |
| Barrage de Villejoubert          | la Maulde              |                                      | EDF                                                                      | 17,8 m  | 3294 milliers de m³    | Contreforts                                                          | 104 m    | 1962                  | 60 ha                 | 456 km²                | 301,05 m       | Hydroélectricité              | [ 47 ] |
| Barrage de Langleret             | la Maulde              |                                      | EDF                                                                      | 16,5 m  | 1190 milliers de m³    | Contreforts                                                          | 100 m    | 1962                  | 17,5 ha               | 434 km²                | 314,55 m       | Hydroélectricité              | [ 48 ] |
| Barrage de Bujaleuf              | la Maulde              |                                      | EDF                                                                      | 17 m    | 2880 milliers de m³    | Contreforts                                                          | 107 m    | 1963                  | 70 ha                 | 427 km²                | 327,95 m       | Hydroélectricité              | [ 49 ] |
| Barrage de Fleix                 | la Maulde              |                                      | EDF                                                                      | 17,9 m  | 2720 milliers de m³    | Contreforts                                                          | 108 m    | 1961                  | 40 ha                 | 281 km²                | 338,5 m        | Hydroélectricité              | [ 50 ] |
| Barrage de Martineix             | la Maulde              |                                      | EDF                                                                      | 15,5 m  | 1620 milliers de m³    | Contreforts                                                          | 93 m     | 1962                  | 40 ha                 | 176 km²                | 354,85 m       | Hydroélectricité              | [ 51 ] |
| Barrage de l'Étang de la prairie | Ruisseau de la prairie | Châteauneuf-la-Forêt                 | Commune de Châteauneuf-la-Forêt                                          | 15,5 m  | 560 milliers de m³     | Terre                                                                | 112 m    | 1976                  | 12 ha                 | 8,8 km²                | 363 m          | Loisirs                       | [ 52 ] |

## Gouvernance de bassin

### Bassins administratifs
La gestion de l’eau, soumise à une législation nationale et à des directives européennes, se décline par bassin hydrographique, au nombre de sept en France métropolitaine, échelle cohérente écologiquement et adaptée à une gestion des ressources en eau. La Haute-Vienne est découpé en deux bassins : le bassin Loire-Bretagne sur 97 % du territoire et le bassin Adour-Garonne sur les 3 % restants, qui sont à la fois des circonscriptions administratives de bassin, territoires de gestion dont les limites sont des limites communales, et des bassins hydrographiques, territoires hydrographiques dont les limites sont des lignes de partage des eaux.
Chaque circonscription de bassin, également appelée bassin Directive-cadre sur l'eau (bassin DCE), est découpée en sous-bassins administratifs, dénommés aussi sous-bassins DCE, qui constituent un niveau intermédiaire d’agrégation entre la masse d'eau et le bassin Directive-cadre sur l'eau. La Haute-Vienne est découpé en trois sous-bassins : « Vienne-Creuse » dans le bassin Loire-Bretagne ainsi que « Charente » et « Dordogne » dans le bassin Adour-Garonne.

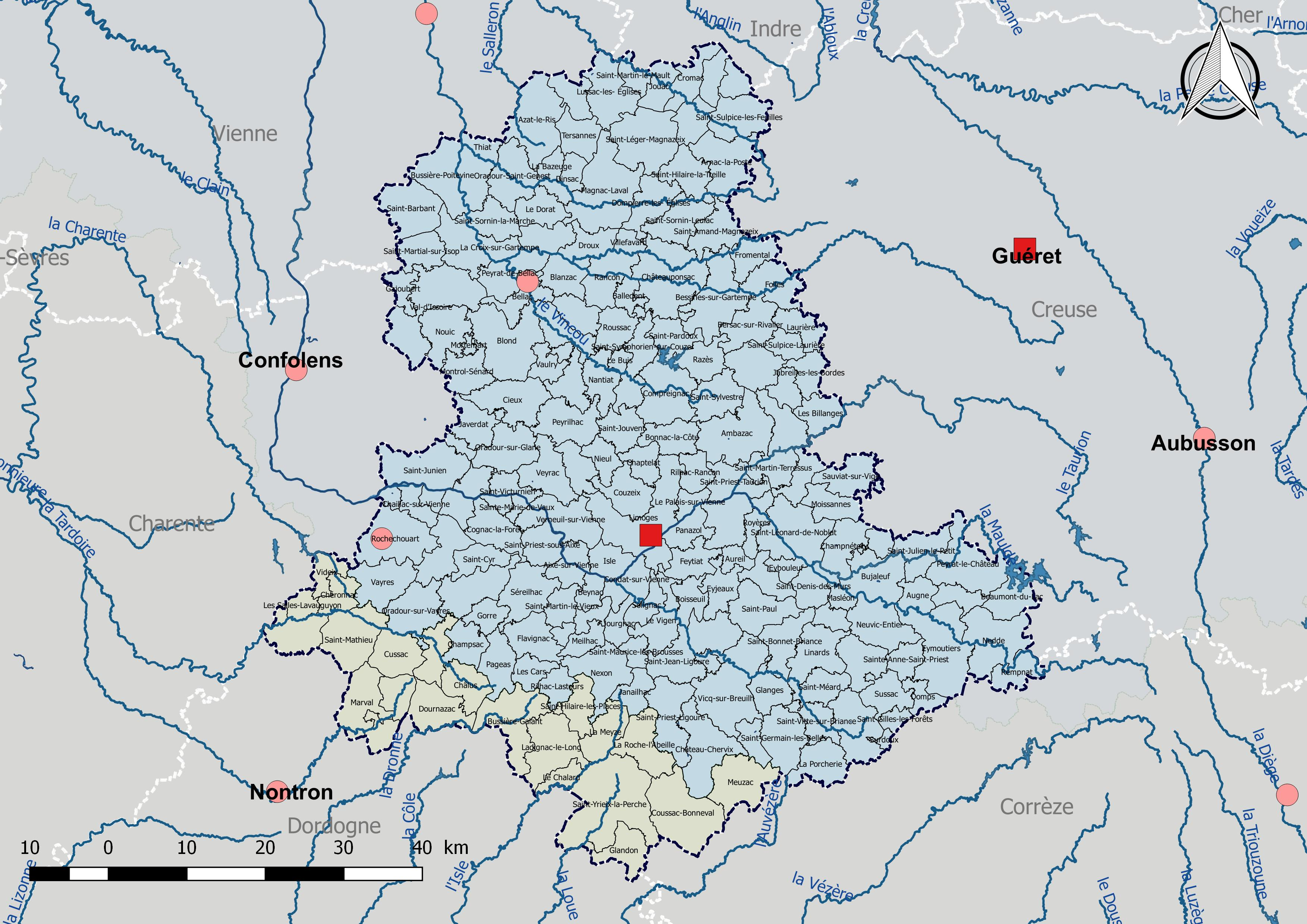
La Haute-Vienne est découpée en deux bassins DCE : Loire-Bretagne et Adour-Garonne.
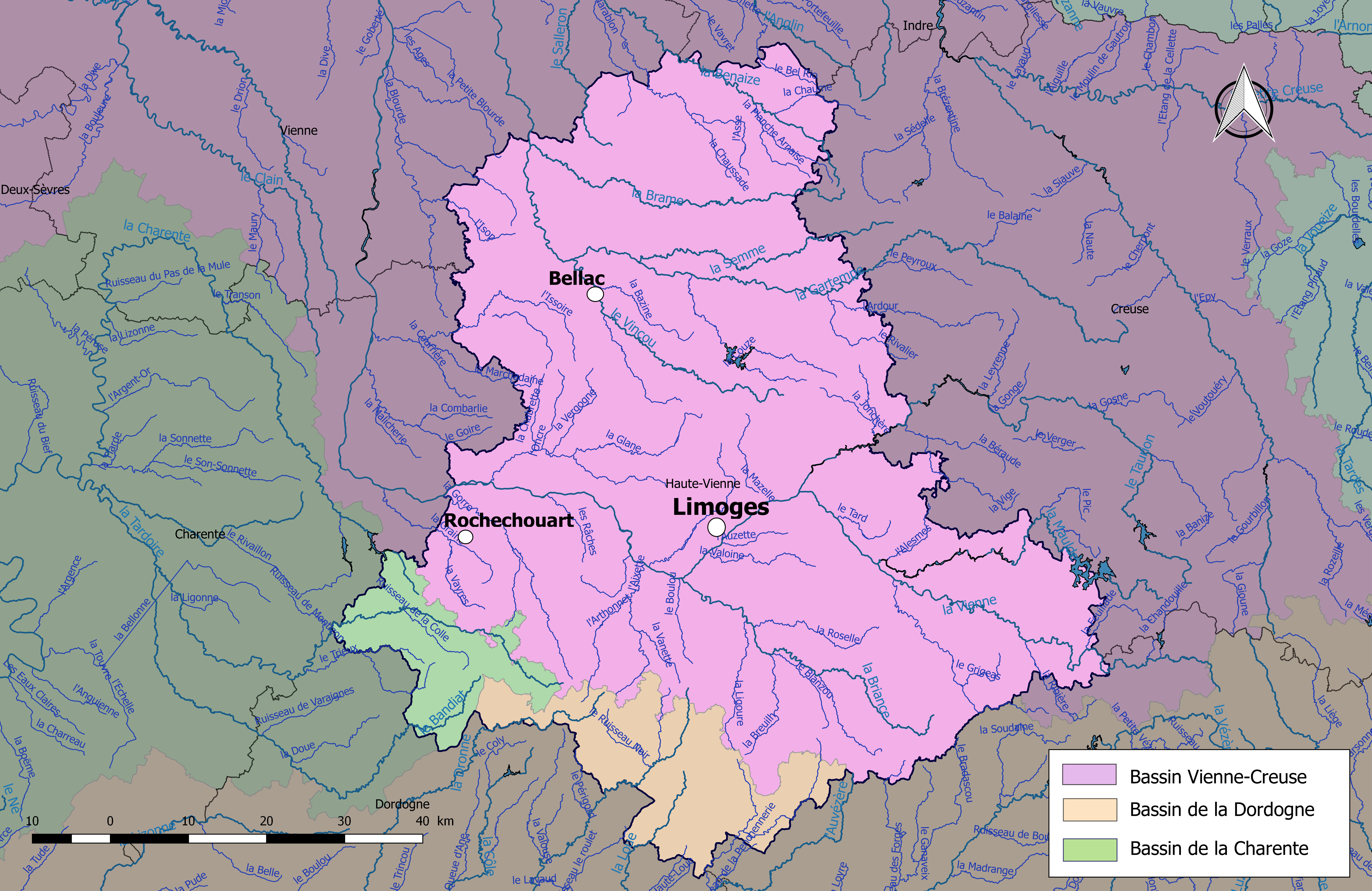
La Haute-Vienne est découpée en trois sous-bassins administratifs : « Vienne-Creuse », « Charente » et « Dordogne ».

### Acteurs
La planification de l’eau s’appuie sur une gouvernance qui fait intervenir différents acteurs que l’on peut schématiquement répartir en quatre groupes : sphère de décision, instances de préparation des décisions, instances techniques et partenaires du bassin associés à la planification. La sphère de décision comprend le comité de bassin et le préfet coordonnateur de bassin.

#### Instances de bassin
Les instances de bassins sont constituées de deux entités :
- le comité de bassin, une instance de concertation qui regroupe différents acteurs, publics ou privés, agissant dans le domaine de l’eau : collectivités, État, usagers, personnes qualifiées, milieux socioprofessionnels et le préfet coordonnateur de bassin. Le département de la Haute-Vienne dépend, selon les parties de son territoire, des comités de bassins Adour-Garonne et Loire-Bretagne ;
- l'agence de l'eau, un établissement public à caractère administratif de l’État. Le département de la Haute-Vienne dépend de deux agences de l'eau :
  - Adour-Garonne ;
  - Loire-Bretagne, dont le siège est à Orléans, et plus particulièrement de la délégation « Allier-Loire amont » de l'agence de l'eau. Celle-ci assure le secrétariat de la commission territoriale Allier-Loire amont du comité de bassin et intervient sur les SAGE du territoire[53].

#### Commissions locales de l'eau
Une Commission locale de l'eau est définie à l'échelle de chaque schéma d'aménagement et de gestion des eaux (SAGE), qui, respectant le schéma directeur d'aménagement et de gestion des eaux (SDAGE), précise les objectifs plus détaillés de l’utilisation de l’eau. Elle est composée de 50 % d’élus, 25 % d’usagers, 25 % d'administrations.

#### Établissements publics territoriaux de bassin
La loi du 30 juillet 2003 relative à la prévention des risques technologiques et naturels et à la réparation des dommages a fait des établissements publics territoriaux de bassin (EPTB) des acteurs officiels de la politique de l'eau à l'échelle d'un bassin versant ou d'un sous-bassin. Leur rôle a été renforcé par la loi sur l'eau et les milieux aquatiques du 30 décembre 2006 et par la loi du 12 juillet 2010 portant engagement national pour l’environnement (Grenelle 2). Leur périmètre doit répondre à la cohérence hydrographique d'un bassin ou d’un sous-bassin hydrographique, sans limite de taille minimum. Ils sont déconnectés des limites administratives des collectivités membres.
Deux EPTB sont compétents sur le territoire de la Haute-Vienne :
- l'Établissement public Loire (EPL), créé le 22 novembre 1983 et reconnu EPTB le 30 juillet 2003[57], est compétent sur l'ensemble du bassin de la Loire, soit une superficie totale de bassins versants de 117 800 km2 ;
- l'EPTB Vienne, créé le 10 septembre 2007 et reconnu EPTB le 21 octobre 2008[58], est compétent sur l'ensemble du bassin de la Vienne, soit une superficie de bassins versants de 21 157 km2[59].

### Planification
La directive-cadre sur l'eau (DCE) du 23 octobre 2000 déploie une logique de planification (les « plans de gestion » que sont les schémas directeurs d’aménagement et de gestion des eaux (SDAGE) en France), associée à une politique de programmation (les « programmes de mesures » - PdM), à l’échelle des grands bassins hydrographiques.

#### Schéma directeur d'aménagement et de gestion des eaux (SDAGE)
Le schéma directeur d'aménagement et de gestion des eaux (SDAGE) est un document de planification dans le domaine de l’eau. Il définit, pour une période donnée de six ans, les grandes orientations pour une gestion équilibrée de la ressource en eau ainsi que les objectifs de qualité et de quantité des eaux à atteindre dans le bassin hydrographique dont dépend le département. Il est établi en application des articles L.212-1 et suivants du code de l’environnement. Le département de la Haute-Vienne est concerné par les SDAGE Adour-Garonne et Loire-Bretagne.
| SDAGE                | Approbation par le Préfet coordonnateur de bassin | Approbation par le Préfet coordonnateur de bassin |
| SDAGE                | Période 2010-2015                                 | Période 2016-2021                                 |
| -------------------- | ------------------------------------------------- | ------------------------------------------------- |
| SDAGE Adour-Garonne  | 1er décembre 2009                                 | 1er décembre 2015                                 |
| SDAGE Loire-Bretagne | 18 novembre 2009                                  | 18 novembre 2015                                  |

#### Schéma d'aménagement et de gestion des eaux (SAGE)

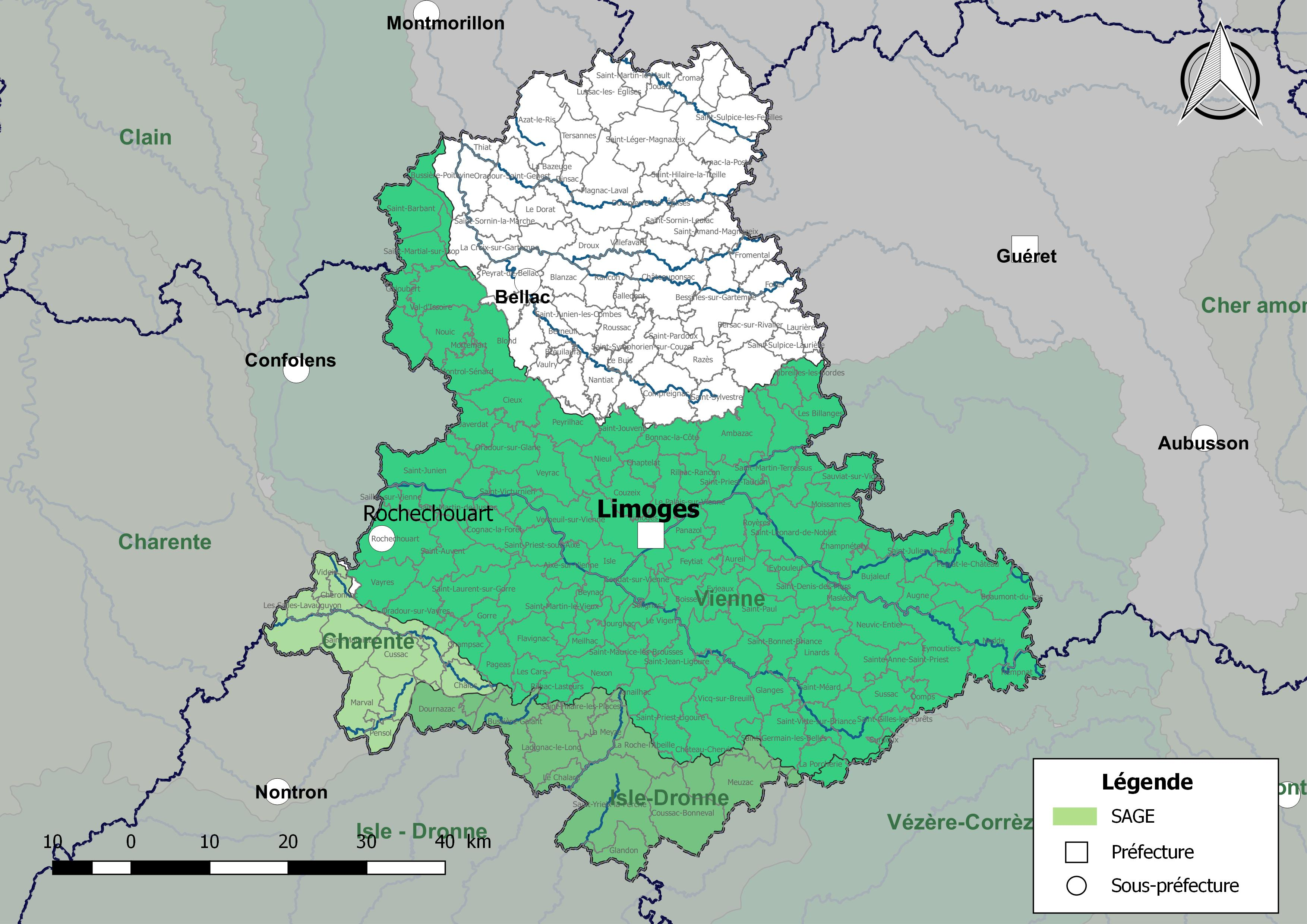
Carte des SAGE concernant la Haute-Vienne au 1er janvier 2018.

Le schéma d'aménagement et de gestion des eaux (SAGE) est le deuxième niveau de planification, au périmètre plus restreint que le schéma directeur d'aménagement et de gestion des eaux (SDAGE). Il est fondé sur une unité de territoire où s’imposent une solidarité physique et humaine (bassins versants, nappes souterraines, estuaires, …). Il fixe les objectifs généraux, les règles, les actions et moyens à mettre en oeuvre pour gérer la ressource en eau et concilier tous ses usages. Le SAGE est élaboré par une commission locale de l'eau (C.L.E.) composée d’élus, d’usagers et de représentants de l’État. Il doit être approuvé par le Préfet après avis du comité de bassin pour devenir opposable aux décisions publiques. Les SAGE doivent être compatibles avec les orientations du SDAGE en application sur leur territoire.
Dans le département, trois territoires sont engagés dans une démarche de SAGE, couvrant ainsi la totalité du territoire départemental : « Charente », « Isle-Dronne » et « Vienne »,.
| Nom du SAGE  | Phase          | Périmètre fixé le          | Création CLE       | Approuvé le | Superficie | Départements concernés                                                   | Nb communes | Nb communes  |
| Nom du SAGE  | Phase          | Périmètre fixé le          | Création CLE       | Approuvé le | Superficie | Départements concernés                                                   | Total       | Haute-Vienne |
| ------------ | -------------- | -------------------------- | ------------------ | ----------- | ---------- | ------------------------------------------------------------------------ | ----------- | ------------ |
| Charente,    | Élaboration    | 18.04.2011 modifié en 2016 | 07.06.2011         | --          | 9 300 km2  | Charente, Charente-Maritime, Dordogne, Deux-Sèvres, Vienne, Haute-Vienne | 709         | 10           |
| Isle-Dronne, | Élaboration    | 17.05.2011                 | 01.07.2011 modifié | --          | 2 556 km2  | Haute-Vienne, Corrèze, Dordogne, Charente, Charente-Maritime, Gironde.   | 159         | 24           |
| Vienne,      | Mise en oeuvre | 30.06.1995                 | 22.09.2008         | 08.03.2013  | 7 060 km2  | Corrèze, Haute-Vienne, Haute-Vienne, Charente, Vienne, Indre-et-Loire    | 310         | 127          |

#### Contrats de rivière
Le troisième niveau de planification est celui du contrat, où les actions sont mises en œuvre concrètement. Un contrat territorial est ainsi un outil de l'Agence de l'eau, mis en place pour cinq ans à l'échelle d'un bassin versant. Il a pour objectifs de réduire les pollutions diffuses et d'entretenir ou restaurer les milieux aquatiques afin d'atteindre le bon état écologique des masses d'eau défini dans le SDAGE. Un contrat de rivière (ou également de lac, de baie, de nappe) est un instrument d’intervention à l’échelle de bassin versant. Il a pour objectif la préservation, la restauration et l'entretien d'une rivière et de son écosystème. Contrairement au SAGE, les objectifs du contrat de rivière n’ont pas de portée juridique, mais constituent un engagement contractuel entre les signataires. Un comité de rivière est chargé de concourir au suivi du contrat de rivière. Lancé en 1981, le dispositif a évolué en 2004. Trois contrats de rivière ont été mis en oeuvre sur la période 2008-2016.

#### Contrats territoriaux de bassins
- Contrat territorial milieux aquatiques (CTMA) Briance porté par le Syndicat d’Aménagement du Bassin de la Vienne (SABV).
- Contrat territorial Vienne amont (CTVa) rebaptisé « Programme Sources en actions », porté par le Parc Naturel Régional de Millevaches qui intervient avec l’Etablissement Public du Bassin de la Vienne (organisme porteur du SAGE Vienne) comme coordinateurs des actions des différents maîtres d’ouvrage.

## Gouvernance locale

### Acteurs du territoire

#### Services de l'État
La police de l'eau réglemente les installations, ouvrages, travaux ou activités qui peuvent exercer des pressions sur les milieux. Elle est assurée par trois polices spécialisées : la police de l’eau et des milieux aquatiques, la police de la pêche et la police des installations classées. Les acteurs principaux sont :
- la Mission interservice de l'eau et de la nature (ex-Mission interservices de l’eau - MISE) rassemble, sous l'autorité du préfet et le pilotage de la Direction départementale des territoires (DDT), de nombreux services de l'État tels que la Direction régionale de l'environnement, de l'aménagement et du logement (DREAL), la Direction régionale de l'alimentation, de l'agriculture et de la forêt (DRAAF) de la région Nouvelle-Aquitaine, la Direction départementale de la protection des populations (DDPP), l'Office national de la chasse et de la faune sauvage (ONCFS), la gendarmerie ainsi que des établissements publics de l'État : Agence régionale de santé (ARS), les agences de l'eau[77] ;
- l'Office national de l'eau et des milieux aquatiques (Onema) dont l'action se coordonne avec l’ensemble des services des polices de l’eau dans le cadre de conventions avec les préfets ;
- la direction départementale des territoires (DDT) de la Haute-Vienne est le service unique de police de l'eau du département de la Haute-Vienne ;
- la DREAL Nouvelle-Aquitaine est chargée de l’application de la réglementation sur les installations classées pour la protection de l'Environnement (ICPE) industrielles ou agricoles ;
- la gendarmerie et les maires sont compétents pour constater les infractions et les pollutions.

#### Autres organismes
- la Fédération départementale pour la pêche et la protection du Milieu Aquatique Haute-Vienne (FDPPMA 23) est une association qui coordonne et soutient les actions de 36 associations Agréées pour la Pêche et la Protection du Milieu Aquatique (AAPPMA) responsables de la détention et la gestion des droits de pêche dans le département. Elle promeut et défend la pêche de loisirs en eau douce et participe à la protection et la gestion durable des milieux aquatiques ;
- le Conservatoire régional d'espaces naturels du Limousin mène des actions de préservation, d’aménagement, de gestion et de mise en valeur des espaces naturels majeurs sur le plan écologique et paysager ;
- la Chambre d'agriculture de la Haute-Vienne met en place avec les agriculteurs des programmes pour la préservation des milieux aquatiques ;
- le Parc naturel régional de Millevaches en Limousin agit en faveur de la préservation et la valorisation de ces richesses (milieu naturel et eau).

### Gestion intercommunale des cours d’eau
Force est de constater que la rivière n’est plus utilisée pour les besoins des riverains, que les travaux d’entretien sont coûteux et que le mode d’occupation des sols ainsi que les pratiques culturales ont été profondément modifiés. Les collectivités territoriales sont dès lors autorisées, mais ce n’est pas une obligation, à se substituer aux riverains pour assurer l’entretien et l’aménagement des cours d’eau non domaniaux lorsque ces travaux présentent un caractère d’intérêt général ou d’urgence (Article L.211-7 Code de l’Environnement). La constitution de syndicats intercommunaux pour l’entretien des rivières garantit la cohérence des interventions, permet de mutualiser les moyens des communes et de bénéficier de subventions publiques. Les communes ont donc été amenées petit à petit à se substituer aux riverains. Elles se sont regroupées en syndicats de rivières et ont pris en charge les travaux sur les cours d’eau non domaniaux.

#### Syndicats de rivières
Huit syndicats sont compétents dans la gestion et l'aménagement de rivières ou dans un domaine connexe susceptible d'améliorer la qualité des cours d'eau en 2015 dans le département :
- le syndicat mixte d’aménagement du bassin de la Gartempe et de ses affluents (SMABGA) ;
- le syndicat mixte d’Aménagement du Bassin de la Gartempe et de ses Affluents (SMABGA) ;
- le syndicat intercommunal des bassins du Goire, de l’Issoire et de la Vienne en Charente Limousine (SIGIV) ;
- le syndicat d'aménagement du Bassin de la Vienne (SABV) ;
- le syndicat mixte des Bassins Bandiat-Tardoire (SYMBA Bandiat-Tardoire) ;
- le syndicat mixte Vienne-Gorre (SMVG) ;
- le syndicat d'aménagement du Bassin de la Vienne (SABV)
- le syndicat mixte Monts et Barrages (SMMB).

#### Intercommunalités et GEMAPI
Depuis le 1er janvier 2018 et en application de la loi de modernisation de l'action publique territoriale et d'affirmation des métropoles (Maptam) promulguée le 27 janvier 2014, une nouvelle compétence exclusive et obligatoire de « gestion des milieux aquatiques et de prévention des inondations » (GEMAPI) (essentiellement articles 56 à 59) est dévolue aux communes ou, en lieu et place des communes, par les établissements publics de coopération intercommunale à fiscalité propre (EPCI-FP). Les communes ou EPCI-FP pourront adhérer à des syndicats mixtes et leur transférer tout ou partie de la compétence. Les missions relatives à la GEMAPI sont définies dans l'article L. 211-7 du Code de l'environnement, il s’agit de :
- l’aménagement d’un bassin ou d’une fraction de bassin hydrographique ;
- l’entretien et l’aménagement d’un cours d’eau, canal, lac ou plan d’eau, y compris leurs accès ;
- la défense contre les inondations et contre la mer ;
- la protection et la restauration des sites, des écosystèmes aquatiques et des zones humides ainsi que des formations boisées riveraines.

## Entretien et aménagement

### Entretien des cours d'eau

#### Réglementation
D’un point de vue réglementaire, la loi sur l'eau et les milieux aquatiques du 30 décembre 2006 (LEMA) a modifié la définition de l’entretien d’un cours d’eau fixée à l’article L.215-14 du code de l’environnement. Selon cet article, l’entretien régulier a pour objet « de maintenir ce cours d’eau dans son profil d’équilibre, de permettre l’écoulement naturel des eaux et de contribuer à son bon état écologique ou, le cas échéant, à son bon potentiel écologique, notamment par enlèvement des embâcles, débris et atterrissements, flottants ou non, par élagage ou recépage de la végétation des rives ». Les travaux susceptibles d’être engagés pour procéder à l’entretien sont strictement encadrés (articles L. 215-14 et R.215-2 du code de l’environnement) et doivent correspondre notamment à l'enlèvement des embâcles, débris et atterrissements, flottants ou non, l'élagage ou le recépage de la végétation des rives,. Selon leur nature, les travaux d'entretien sont soumis à autorisation ou déclaration.

### Aménagement des cours d'eau
L'aménagement des cours d'eau comprend, entre autres :
- la réalisation d'infrastructures et de bâtiments (travaux routiers, zone d’aménagement concertée..)
- la protection de berges
- la restauration hydro-morphologique des cours d’eau, c’est-à-dire de ses profils en long et en travers et de son tracé planimétrique : capture, méandres, etc.
- la restauration de la continuité écologique, c’est-à-dire la possibilité de circulation des espèces animales et le bon déroulement du transport des sédiments.

Selon leur nature, les travaux d'aménagement sont soumis à autorisation ou déclaration.

## Pêche et peuplements piscicoles

### Droit de pêche et associations de pêche
Le propriétaire riverain a le droit de pêche jusqu’à la limite de sa propriété (milieu de cours d’eau) sous réserve de disposer d’une carte de pêche (L. 435-4 et R435-34 à 39 du code de l’Environnement). S’il le souhaite, le propriétaire peut signer un bail de pêche avec une association (exemple l'AAPPMA) ou la fédération de pêche départementale. En donnant le droit de pêche, qui ne le dessaisit pas lui-même de ce droit, il doit laisser un accès aux pêcheurs membres de cette association. En 2018, il y a 54 associations agréées de Pêche et de Protection du Milieu Aquatique (AAPPMA). Tout pêcheur non propriétaire riverain doit avoir acquis une carte de pêche pour la saison d'exercice. Celle-ci constitue avant tout un droit d’accès et d’exercice sur les territoires autorisés.

### Classement et peuplements piscicoles
La catégorie piscicole est un classement juridique des cours d'eau en fonction des groupes de poissons dominants. Un arrêté réglementaire préfectoral permanent reprend l’ensemble des dispositions applicables en matière de pêche dans le département de la Haute-Vienne en les différenciant selon les catégories piscicoles. Ces dispositions sont reprises sur le site de la fédération de pêche de la Haute-Vienne.

#### Cours d'eau de première catégorie
Un cours d'eau est déclaré de première catégorie lorsque le peuplement piscicole dominant est constitué de salmonidés (truite, omble chevalier, ombre commun, huchon). Si elles sont naturellement présentes (et non issues de réempoissonnements successifs), ces espèces sont réputées être de bons bioindicateurs. Elles sont en général accompagnées par d'autres petits poissons (vairon, chabot, etc). Ce type de cours d'eau est souvent qualifié de « rivière à truites ». Dans la Haute-Vienne, 7 000 km de cours d'eau sont classés en première catégorie, correspondant à tous ceux qui ne sont pas classés en deuxième catégorie.

#### Cours d'eau de deuxième catégorie
Pour un cours d'eau de deuxième catégorie, l'espèce biologique dominante est constituée essentiellement de poissons blancs (cyprinidés) (donc rivière cyprinicole) et de carnassiers (brochet, sandre et perche). Depuis les années 1990 ce type de rivières est également peuplé de silures. Dans la Haute-Vienne, les cours d'eau suivants sont classés en deuxième catégorie, correspondant à un linéaire de 220 km :
- la Vienne, en aval de son confluent avec la Maulde ; la Maulde, en aval du barrage du lac de retenue du Mont-Larron et les lacs de retenue établis sur cette section ; le lac de retenue du Mont-Larron ; le lac de retenue de Vassivière (limite courbe de niveau à 650 mètres).
- le Thaurion.
- la Briance, en aval de son confluent avec la Roselle ;
- la Gartempe, en aval du pont du Bonhomme (commune de Bessines-sur-Gartempe) ;
- le Vincou, en aval du pont de la Société nationale des chemins de fer français de la Roche-Corbière sur la commune de Bellac.
- la Brame, en aval du pont de Beaubeyrot ;
- la Chaume ;
- la Benaize ;
- l'Asse ;
- la Glane entre le pont de Dérot et son confluent avec la Vienne.

## Continuité écologique

### Notion de continuité écologique
La continuité d’un cours d’eau est une notion introduite en 2000 par la Directive cadre européenne sur l'eau. En droit français, l'article R214-109 du code de l'environnement définit la notion d'obstacle à la continuité écologique. A contrario, la continuité écologique est obtenue en supprimant ou limitant ces obstacles et doit permettre d'assurer :
- la libre circulation des organismes aquatiques et leur accès aux zones indispensables à leur reproduction, leur croissance, leur alimentation ou leur abri ;
- le transport naturel des sédiments de l’amont à l’aval des cours d’eau.
- les connexions latérales avec les réservoirs biologiques et en assurer leur bonne hydrologie

Le défaut de continuité écologique peut être la conséquence de la présence d'ouvrages en travers des cours d'eau, mais aussi d'ouvrages coupant les connexions latérales. En plus de constituer une entrave à la circulation des poissons, la fragmentation des cours d'eau affecte les capacités d'adaptation des espèces aux changements climatiques, induit des perturbations du fonctionnement des écosystèmes aquatiques et réduit l'efficacité des services rendus par les écosystèmes.

### Classement des cours d'eau

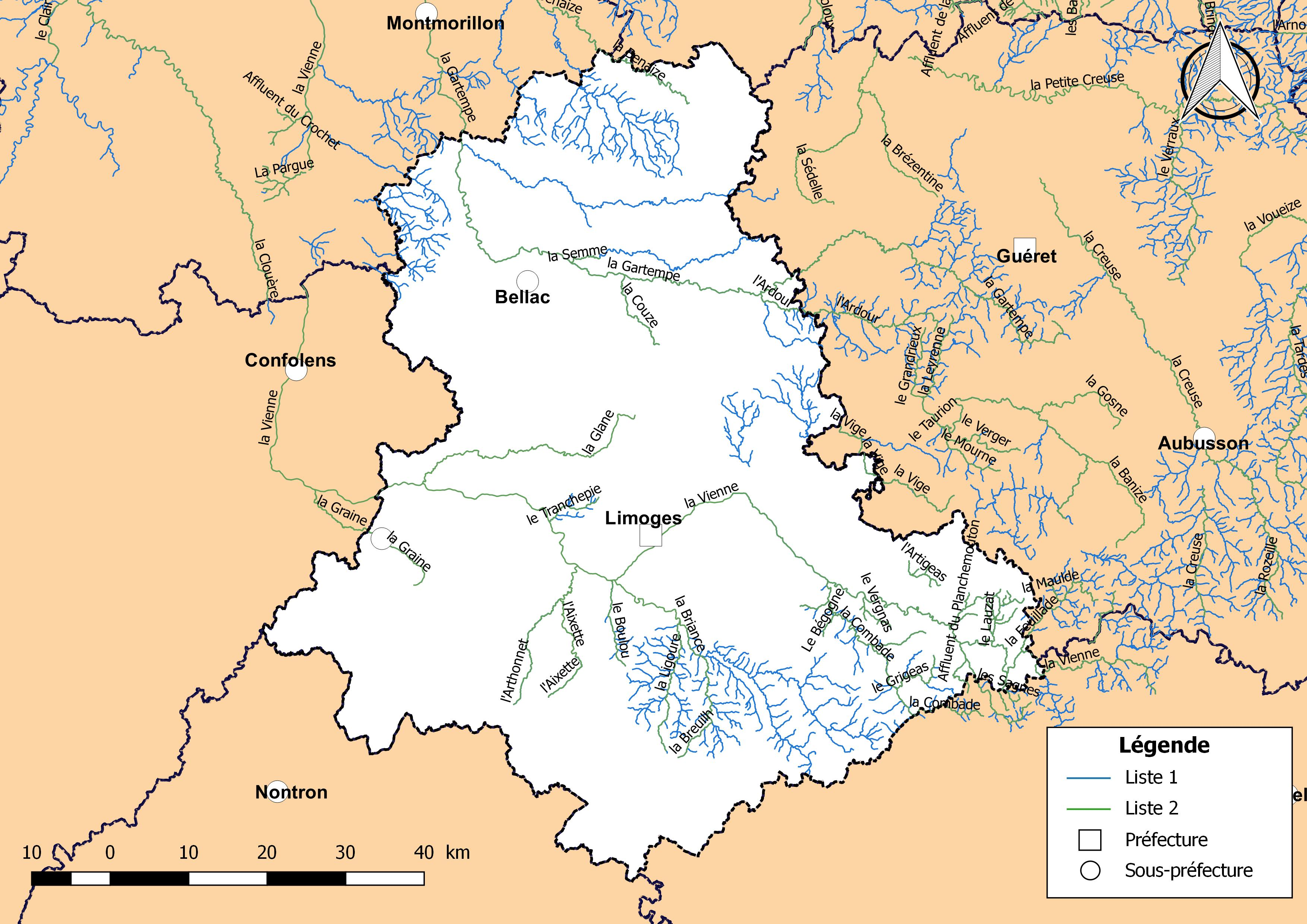
Carte des cours d'eau de la Haute-Vienne classés au titre de l'article L. 214-17 du Code de l’Environnement au sein du bassin Loire-Bretagne.

Depuis plus d'un siècle, des rivières sont classées pour bénéficier de mesures de protection particulières. Ces classements de cours d'eau, outils réglementaires, ont été établis afin de limiter l'impact des ouvrages construits en travers des cours d'eau sur la circulation piscicole. Avant 2006, deux catégories distinguaient certains cours d'eau en fonction de leur état et de la volonté de préserver et restaurer la continuité écologique : les rivières classées et les rivières réservées.
À partir de 2006, les critères de classement des cours d’eau ont été adaptés aux exigences de la directive cadre sur l’eau avec la loi sur l'eau et les milieux aquatiques (LEMA) du 30 décembre 2006 et le décret n° 2007-1760 du 14 décembre 2007. Pour atteindre l’objectif de bon état des eaux, les dispositifs antérieurs sont réformés pour intégrer l’ensemble des composantes de la continuité écologique. Deux listes de classement sont définies pour chacun des bassins hydrographiques (Article L. 214-17 du Code de l’Environnement). Les éléments de cadrage nécessaires pour l’établissement de ces nouveaux classements, qui seront arrêtés par les préfets coordonnateurs de bassin sur la base des propositions des préfets de département sont définis dans la circulaire du 6 février 2008. Le délai ultime pour procéder à la première refonte des classements était le 1er janvier 2014. Pour les cours d'eau du bassin Loire-Bretagne, les nouveaux arrêtés de classement ont été publiés le 10 juillet 2012, et pour le bassin Adour-Garonne le 7 octobre 2013.
En synthèse, ces listes s'inscrivent dans deux logiques différentes selon l'état initial de la rivière : préserver et/ou restaurer, :
| Liste   | Objectifs | Conséquences |
| ------- | --- | --- |
| Liste 1 | Préserver les cours d’eau ou parties de cours d’eau : - en très bon état écologique, - « réservoirs biologiques », dotés d’une riche biodiversité jouant le rôle de pépinière, - nécessitant une protection complète des poissons migrateurs. | Interdiction de construire tout nouvel obstacle à la continuité écologique quel qu’en soit l’usage. Des prescriptions de maintien de la continuité écologique pour tout renouvellement de concession ou d'autorisations. |
| Liste 2 | Restaurer la continuité écologique sur les cours d’eau en assurant le transport suffisant des sédiments et la circulation des poissons. | Obligation de mise en conformité des ouvrages dans les 5 ans après publication de la liste. |

## Réservoirs biologiques
L'article R214-108 du code de l'environnement précise le contenu de la notion de réservoir biologique. Elle concerne les cours d’eau qui comprennent une ou plusieurs zones de reproduction ou d’habitat des espèces de phytoplanctons, de macrophytes et de phytobenthos, de faune benthique invertébrée ou d’ichtyofaune, et permettent leur répartition dans un ou plusieurs cours d’eau du bassin versant . Les réservoirs biologiques, nécessaires au maintien ou à l’atteinte du bon état écologique des cours d’eau, correspondent donc  :
- à un tronçon de cours d’eau ou annexe hydraulique qui va jouer le rôle de pépinière, de « fournisseur » d’espèces susceptibles de coloniser une zone naturellement ou artificiellement appauvrie (réensemencement du milieu) ;
- à des aires où les espèces peuvent accéder à l’ensemble des habitats naturels nécessaires à l’accomplissement des principales phases de leur cycle biologique (reproduction, abri-repos, croissance, alimentation).

Dans le cadre des travaux préparatoires à l'élaboration de ce classement au sein du SDAGE Loire-Bretagne, 56 réservoirs biologiques ont été identifiées dans la Haute-Vienne au sein du bassin Loire-Bretagne.

### Observatoires
- Site de l'observatoire de la continuité écologique|
- Atlas cartographique des zones humides - Réseau Partenarial des Données sur les Zones Humides.
- « Portail cartographique de l'environnement et de la ressource en eau en région Nouvelle-Aquitaine », Agence Régionale de la Biodiversité Nouvelle-Aquitaine, avec en particulier la « cartographie des cours d'eau »
- Cartographie des arrêtés sècheresse
- Observatoire national des étiages
- Observatoire régional de l'environnement en Poitou-Charente (ORE)
- le fleuve Charente et ses affluents